# Литературный музей имени К. В. Иванова
Литературный музей имени К. В. Иванова — филиал Чувашского национального музея.

## Экспозиция
Экспозиция музея охватывает период с начала зарождения чувашской литературы и её развития по настоящее время. По экспонатам музея можно проследить всю историю чувашской литературы. В музее проводятся обзорные и тематические экскурсии, устраиваются встречи с писателями и поэтами, организуются литературно-музыкальные вечера.
Музей носит имя родоначальника чувашской литературы К. В. Иванова.
Общая экспозиционная площадь музея составляет 952 кв. м.
Заведующая музеем С. В. Азамат.

## История
Музей был открыт в октябре 1940 года. Создание музея чувашской литературы и искусства было приурочено к 50-летию со дня рождения классика чувашской литературы К. В. Иванова. В начале Великой Отечественной войны 1941 г. музей временно был закрыт. В 1957 году экспозиции вновь были открыты в бывшем доме купца Н. Корытникова. В 1978 г. в связи со строительством Чебоксарской ГЭС музей, попавший в зону затопления, был закрыт. 27 мая 1990 г., к 100-летию со дня рождения К. В. Иванова, Литературный музей возродился в самом центре города Чебоксары.

## Расположение
Музей расположен по адресу: г. Чебоксары, ул. Ленинградская, д. 29/20.